# International Day of Pink
L’International Day of Pink, ou Journée rose internationale, est un événement annuel mondial de lutte contre le harcèlement scolaire et l'homophobie qui a lieu durant la deuxième semaine du mois d'avril. Quoique proche du Pink Shirt Day (qui a lieu en février) au sens où il cherche également à faire cesser le harcèlement, le Day of Pink est plus particulièrement conçu pour lutter contre le harcèlement des jeunes LGBT+,. Lancé au Canada, l'événement s'est diffusé dans d'autres pays par la suite.

## Histoire
Le Day of Pink est né en 2007 à la Central Kings Rural High School, en Nouvelle-Écosse, au Canada, lorsque deux étudiants, David Shepherd et Travis Price, ont vu un étudiant se faire harceler le premier jour de l'année parce qu'il portait un vêtement rose. Pour soutenir leur camarade, Shepherd et Price vont dans un magasin acheter 50 T-shirts roses, puis écrivent au reste de l'école pour proposer à leurs camarades de les porter le lendemain pour soutenir l'élève harcelé. Le lendemain, ce ne sont pas seulement 50 élèves mais aussi des centaines d'autres qui viennent avec des vêtements ou accessoires roses,. Leur initiative inspire ensuite Jer's Vision, devenu depuis le Centre canadien de la diversité des genres et de la sexualité, qui crée l'International Day of Pink. L'événement sensibilise au respect de toutes les identités de genre et orientations sexuelles minoritaires, abrégées au Canada en 2SLGBTQIA+, ce qui inclut les personnes lesbiennes, gays, bisexuelles et trans ainsi que la bispiritualité, l'intersexuation et les personnes en questionnement ou asexuelles.
En 2012, plus de 8 millions de personnes participent à l'événement. L'événement est célébré durant la pandémie de Covid-19, période durant laquelle les jeunes LGBT+ sont particulièrement vulnérables. Il est relayé sur les réseaux sociaux.
Au cours des années suivantes, la journée se diffuse hors du Canada. Elle est reprise par les associations LGBT+ en France. Outre les établissements scolaires, la journée est aussi célébrée par les syndicats et dans certains domaines de travail au Canada,.